# Neottiosporina clavata
Neottiosporina clavata är en svampart som beskrevs av B. Sutton 1980. Neottiosporina clavata ingår i släktet Neottiosporina, divisionen sporsäcksvampar och riket svampar.   Inga underarter finns listade i Catalogue of Life.